# Olav Skjevesland
Olav Skjevesland, född 31 maj 1942 i Drøbak i Akershus, död 8 september 2019, var en norsk luthersk biskop. 
Efter att ha varit verksam vid Menighetsfakultetet utnämndes han till biskop av Agder och Telemark 1998. Han blev emeritus 2012. Skjevesland var redaktör för Luthersk Kirketidende från 1976 till 1998. Bland hans böcker kan nämnas Tro og tradisjon i ny tid från 2003.